# Lawfare
『Lawfare』（ローフェア）は、ローフェア研究所がブルッキングス研究所と共同で製作している、国家安全保障問題に特化したアメリカ合衆国の非営利オンラインマルチメディア出版物。第1次トランプ政権に関する記事で注目を集めている。